# شانوف (ناحیه زنویمو)
شانوف (به چکی: Šanov) یک منطقهٔ مسکونی در جمهوری چک است که در ناحیه زنویمو واقع شده‌است. شانوف ۲۰٫۴۵ کیلومتر مربع مساحت و ۱٬۴۷۲ نفر جمعیت دارد و ۱۹۹ متر بالاتر از سطح دریا واقع شده‌است.